# Doble vida
Doble vida (títol original en francès: À double tour, i en italià: A doppia mandata) és una pel·lícula francoitaliana dirigida per Claude Chabrol, estrenada el 1959. Ha estat doblada al català.

## Argument[2]
La família Marcoux presumeix de la conveniència i dels valors burgesos, però les coses es tornen menys senzilles quan Henri Marcoux agafa de mestra Leda Mortoni, arribada fa poc a la casa veïna, i un amic d'aquesta, Laszlo Kovacs, es fa amic de la noia Marcoux. Laszlo multiplica les provocacions i incita Henri a deixar la seva dona. El fill Marcoux, que és molt de la seva mare, suporta cada vegada menys la situació.

## Repartiment
- Jean-Paul Belmondo: Laszlo Kovacs
- Madeleine Robinson: Thérèse Marcoux
- Jacques Dacqmine: Henri Marcoux, el marit de Thérèse
- André Jocelyn: Richard Marcoux, el fill
- Antonella Lualdi: Leda Mortoni, la veïna dels Marcoux, amant d'Henri
- Jeanne Valérie: Elisabeth Marcoux, la filla
- Bernadette Lafont: Julie, la minyona
- Laszlo Szabo: Vlado, l'amic de Kovacs
- Mario David: Roger Tarta, el lleter
- André Dino: el comissari de policia
- Raymond Pélissier: el jardiner
- Claude Chabrol: un vianant
- Els habitants d'Ais de Provença

## Crítiques
"Sobre un guió molt quotidià, i malgrat un diàleg sovint proper a la vulgaritat, Chabrol fa una pel·lícula formalment molt brillant, fent servir la seva càmera amb una agilitat una mica afectada, i matisant colors admirables. La interpretació de Magdalena Robinson arriba a fer-ne un personatge a la vegada llastimós i odiós; els altres actors formen un equip homogeni i ben dirigit. Però, sembla que aquesta pel·lícula no sigui més que una petxina buida, l'únic interès que hauria pogut tenir la pel·lícula, el suspens policíac, ha estat substituït per l'estudi psicològic d'un medi mirat només per un ull exagerat i parcial, en un món que no desemboca més que en falsos valors."

## Premis
- Copa Volpi a la millor actriu per a Madeleine Robinson al Festival Internacional de Cinema de Venècia 1959